# Gabriele Wilde
Gabriele Wilde (* 1958 in Sindelfingen) ist eine deutsche Politikwissenschaftlerin.
Wilde studierte von 1980 bis 1988 Politikwissenschaft, Germanistik, Philosophie und Geschichte an der Universität Tübingen und erlangte den Abschluss des Magister Artium in den Fächern Politikwissenschaft und Neuere Deutsche Literatur. Von 1989 bis 1991 folgte ein Studium der Kommunikationswissenschaft und Journalistik im Diplomaufbaustudiengang an der Universität Hohenheim und im Aufbaustudiengang im Fachbereich Publizistik der Freien Universität Berlin. Von 1990 bis 1997 war sie Wissenschaftliche Mitarbeiterin und Lehrbeauftragte am Fachbereich Politikwissenschaft der Freien Universität Berlin sowie an der Humboldt-Universität Berlin (2000) und an den Universitäten in Leipzig (1996) und Bremen (1991). Im Jahr 2000 erfolgte die Promotion an der Universität-Gesamthochschule Essen. Anschließend war sie Wissenschaftliche Mitarbeiterin an der Universität-Gesamthochschule Essen im DFG-Projekt „Verfassungspolitik der EU“. Von 2002 bis 2008 war sie Wissenschaftliche Mitarbeiterin im Fach Politikwissenschaft an der Bergischen Universität Wuppertal. Seit 2010 ist sie Professorin für Politikwissenschaft mit dem Schwerpunkt der Theorie und Politik von Geschlechterverhältnissen an der Universität Münster.
Sie ist Gründerin und seit 1997 Herausgeberin der Zeitschrift für feministische Politikwissenschaft, Femina Politica.

## Schriften (Auswahl)
Monographien
- Das Geschlecht des Rechtsstaats. Herrschaft und Grundrechtspolitik in der deutschen Verfassungstradition. Campus-Verlag 2001.

Herausgeberschaften
- Civil Society and Gender relations in Authoritarian and Hybrid Regimes. New Theoretical Approaches and Empirical Case Studies. Barbara Budrich Verlag, Opladen 2018 (Herausgegeben in Kooperation mit Annette Zimmer, Katharina Obuch und Isabelle-Christine Panreck).
- Angriff auf die Demokratie. Themenheft der Femina Politica. Zeitschrift für feministische Politikwissenschaft. Heft 1/2018 (Herausgegeben in Kooperation mit Birgit Meyer).
- Geschlechterverhältnisse als Machtverhältnisse. Themenschwerpunkt der Femina Politica. Zeitschrift für feministische Politikwissenschaft 1/2017 (Jubiläumsheft anlässlich des 20-jährigen Bestehens).
- Im Blick der Disziplinen. Geschlecht und Geschlechterverhältnisse in der wissenschaftlichen Analyse. Westfälisches Dampfboot, Münster 2013 (Herausgegeben in Kooperation mit Stefanie Friedrich).
- Falsche Sicherheiten. Geschlechterverhältnisse in autoritären Regimen. Themenheft der Femina Politica. Zeitschrift für feministische Politikwissenschaft. Heft 1/2012 (Herausgegeben in Kooperation mit Silke Schneider).
- Cherchez la Citoyenne! Bürger- und Zivilgesellschaft aus geschlechterpolitischer Perspektive. Themenschwerpunkt der Femina Politica. Zeitschrift für feministische Politikwissenschaft, Heft 2/2007, 16. Jg. (Herausgegeben in Kooperation mit Eva-Maria Hintergruber).
- Verfassungspolitik – verfasste Politik. Themenschwerpunkt der Femina Politica. Zeitschrift für feministische Politikwissenschaft, Heft 1/2004, 13. Jg. (Herausgegeben in Kooperation mit Sabine Berghahn).
- Feministische Perspektiven in der Politikwissenschaft. Themenschwerpunkt der Femina Politica. Zeitschrift für feministische Politikwissenschaft, Heft 2/2001, 10. Jg.
- Die Politisierung des Körpers. Themenschwerpunkt der Femina Politica. Zeitschrift für feministische Politikwissenschaft, Heft 2/1999, 8. Jg. (Herausgegeben in Kooperation mit Brigitte Kerchner).
- Staats- und Demokratietheorien. Themenschwerpunkt der Femina Politica. Zeitschrift für feministische Politikwissenschaft, Heft 1/1998, 7. Jg. (Herausgegeben in Kooperation mit Barbara Holland-Cunz).
- Staat und Privatheit. Aktuelle Studien zu einem schwierigen Verhältnis. Leske und Budrich, Opladen 1997 (Herausgegeben in Kooperation mit Brigitte Kerchner).